# 2010-es U20-as női labdarúgó-világbajnokság
A 2010-es U20-as női labdarúgó-világbajnokság az 5. ilyen jellegű torna volt. A tornát 16 válogatott részvételével július 13-a és augusztus 1-je között rendezték Németországban. A vb-t a házigazda német csapat nyerte.

## Részt vevő csapatok

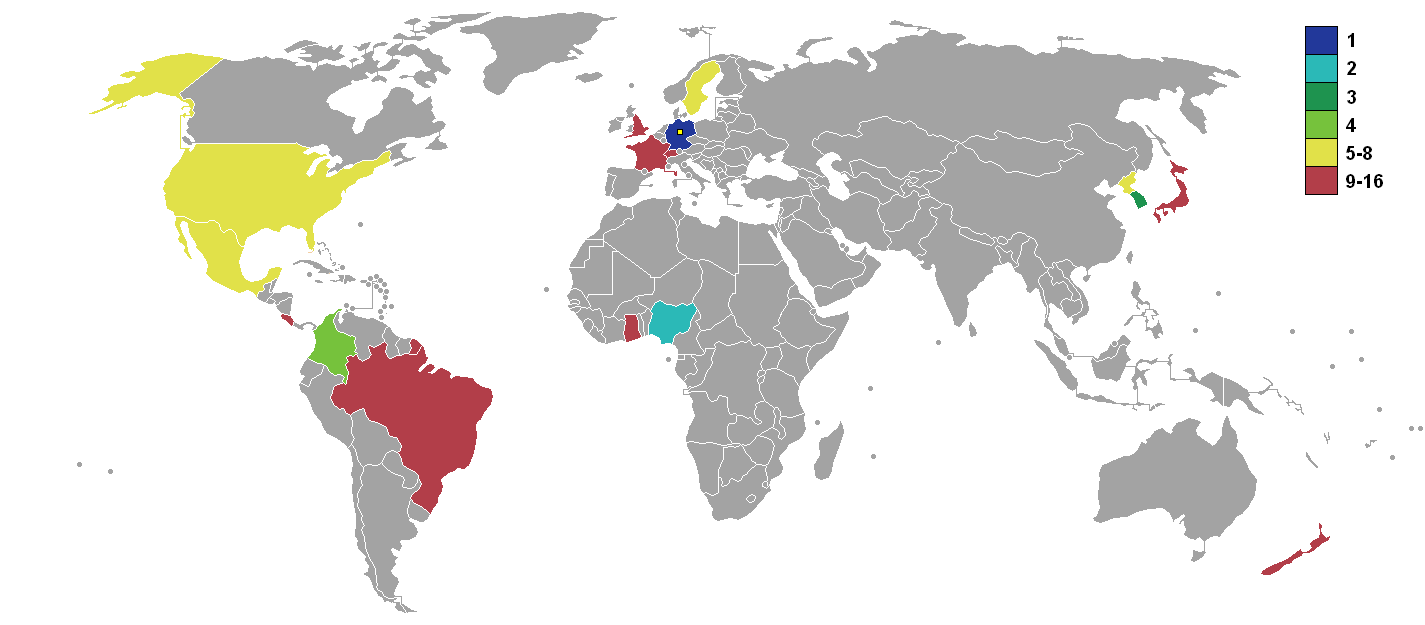
A csapatok végső helyezései

| Konföderáció | Selejtezőtorna                                | Csapat                                      |
| ------------ | --------------------------------------------- | ------------------------------------------- |
| AFC          | 2009-es U19-es női Ázsia-bajnokság            | Észak-Korea · Dél-Korea · Japán             |
| CAF          | 2010-es U20-as női Afrika-bajnokság           | Ghána · Nigéria                             |
| CONCACAF     | 2010-es U20-as női CONCACAF-bajnokság         | Egyesült Államok · Mexikó · Costa Rica      |
| CONMEBOL     | 2010-es U20-as női dél-amerikai-bajnokság     | Kolumbia · Brazília                         |
| OFC          | 2010-es U20-as női óceániai selejtezőtorna    | Új-Zéland                                   |
| UEFA         | 2009-es U19-es női labdarúgó-Európa-bajnokság | Anglia · Svédország · Franciaország · Svájc |
| Rendező      | Rendező                                       | Németország                                 |

## Eredmények
A csoportkörben minden csapat a másik három csapattal egy-egy mérkőzést játszott, így összesen 6 mérkőzésre került sor mind a négy csoportban. A csoportokból az első két helyezett jutott tovább a negyeddöntőbe. Minden csoportban az utolsó két mérkőzést azonos időpontban játszották. A negyeddöntőtől egyenes kieséses rendszerben folytatódott a torna.

### Csoportkör
| Jelmagyarázat                                                                   |
| ------------------------------------------------------------------------------- |
| A csoportok első és második helyezettje bejutott az egyenes kieséses szakaszba. |
| A csoportok harmadik és negyedik helyezettjei kiestek.                          |

A csoportokban a következők szerint kellett a sorrendet meghatározni:
1. több szerzett pont az összes mérkőzésen (egy győzelemért 3 pont, egy döntetlenért 1 pont jár, a vereségért nem jár pont)
2. jobb gólkülönbség az összes mérkőzésen
3. több lőtt gól az összes mérkőzésen

Ha két vagy több csapat a fenti három kritérium alapján is azonos eredménnyel állt, akkor a következők szerint kellett meghatározni a sorrendet:
1. több szerzett pont az azonosan álló csapatok között lejátszott mérkőzéseken
2. jobb gólkülönbség az azonosan álló csapatok között lejátszott mérkőzéseken
3. több lőtt gól az azonosan álló csapatok között lejátszott mérkőzéseken
4. sorsolás

#### A csoport
| Csapat        | M | Gy | D | V | G+ | G– | Gk | P |
| ------------- | - | -- | - | - | -- | -- | -- | - |
| Németország   | 3 | 3  | 0 | 0 | 11 | 4  | +7 | 9 |
| Kolumbia      | 3 | 1  | 1 | 1 | 5  | 4  | +1 | 4 |
| Franciaország | 3 | 1  | 1 | 1 | 4  | 5  | −1 | 4 |
| Costa Rica    | 3 | 0  | 0 | 3 | 2  | 9  | −7 | 0 |

| 2010. július 13. 11:30 |

| Németország                       | 4–2               | Costa Rica                            |
| --------------------------------- | ----------------- | ------------------------------------- |
| Huth 2' Popp 16' 53' Hegering 57' | (2–1) Jegyzőkönyv | Venegas 45+1' Alvarado 72' (11-esből) |

| Ruhrstadion, Bochum Nézőszám: 23 995 Játékvezető: Hong Una (dél-koreai) |

| 2010. július 13. 14:30 |

| Kolumbia    | 1–1               | Franciaország |
| ----------- | ----------------- | ------------- |
| Andrade 86' | (0–1) Jegyzőkönyv | Makanza 16'   |

| Ruhrstadion, Bochum Nézőszám: 2500 Játékvezető: Etsuko Fukano (japán) |

| 2010. július 16. 15:00 |

| Costa Rica | 0–2               | Franciaország   |
| ---------- | ----------------- | --------------- |
|            | (0–0) Jegyzőkönyv | Makanza 67' 83' |

| Ruhrstadion, Bochum Nézőszám: 15 545 Játékvezető: Dagmar Damková (cseh) |

| 2010. július 16. 18:00 |

| Németország                      | 3–1               | Kolumbia  |
| -------------------------------- | ----------------- | --------- |
| Popp 21' Arnold 50' Hegering 55' | (1–0) Jegyzőkönyv | Ortiz 82' |

| Ruhrstadion, Bochum Nézőszám: 15 545 Játékvezető: Carol Anne Chenard (kanadai) |

| 2010. július 20. 11:30 |

| Franciaország | 1–4               | Németország                   |
| ------------- | ----------------- | ----------------------------- |
| Crammer 48'   | (0–2) Jegyzőkönyv | Popp 10' 35' 60' Marozsán 73' |

| Impuls Arena, Augsburg Nézőszám: 26 273 Játékvezető: Alexandra Ihringova (angol) |

| 2010. július 20. 11:30 |

| Costa Rica | 0–3               | Kolumbia                                |
| ---------- | ----------------- | --------------------------------------- |
|            | (0–2) Jegyzőkönyv | Montoya 24' 40' Rincón 90+3' (11-esből) |

| Rudolf-Harbig-Stadion, Drezda Nézőszám: 12 863 Játékvezető: Cristina Dorcioman (román) |

#### B csoport
| Csapat      | M | Gy | D | V | G+ | G– | Gk | P |
| ----------- | - | -- | - | - | -- | -- | -- | - |
| Svédország  | 3 | 2  | 1 | 0 | 6  | 4  | +2 | 7 |
| Észak-Korea | 3 | 2  | 0 | 1 | 5  | 4  | +1 | 6 |
| Brazília    | 3 | 1  | 1 | 1 | 5  | 3  | +2 | 4 |
| Új-Zéland   | 3 | 0  | 0 | 3 | 3  | 8  | −5 | 0 |

| 2010. július 13. 11:30 |

| Brazília | 0–1               | Észak-Korea    |
| -------- | ----------------- | -------------- |
|          | (0–0) Jegyzőkönyv | Ho Un-Byol 69' |

| Bielefelder Alm, Bielefeld Nézőszám: 10 065 Játékvezető: Alexandra Ihringova (angol) |

| 2010. július 13. 14:30 |

| Svédország        | 2–1               | Új-Zéland     |
| ----------------- | ----------------- | ------------- |
| Göransson 56' 67' | (0–1) Jegyzőkönyv | Wilkinson 33' |

| Bielefelder Alm, Bielefeld Nézőszám: 10 065 Játékvezető: Carol Anne Chenard (kanadai) |

| 2010. július 16. 15:00 |

| Brazília                | 1–1               | Svédország    |
| ----------------------- | ----------------- | ------------- |
| Rafaelle 53' (11-esből) | (0–1) Jegyzőkönyv | Göransson 36' |

| Bielefelder Alm, Bielefeld Nézőszám: 6630 Játékvezető: Hong Una (dél-koreai) |

| 2010. július 16. 18:00 |

| Észak-Korea                                 | 2–1               | Új-Zéland     |
| ------------------------------------------- | ----------------- | ------------- |
| Yun Hyon-Hi 12' Kim Un-Hyang 65' (11-esből) | (0–0) Jegyzőkönyv | Armstrong 90' |

| Bielefelder Alm, Bielefeld Nézőszám: 6630 Játékvezető: Mercy Tagoe (ghánai) |

| 2010. július 20. 14:30 |

| Új-Zéland | 1–4               | Brazília                             |
| --------- | ----------------- | ------------------------------------ |
| White 89' | (0–1) Jegyzőkönyv | Ludmila 25' Leah 59' Debinha 87' 90' |

| Rudolf-Harbig-Stadion, Drezda Nézőszám: 12 863 Játékvezető: Dagmar Damková (cseh) |

| 2010. július 20. 14:30 |

| Észak-Korea                         | 2–3               | Svédország                                          |
| ----------------------------------- | ----------------- | --------------------------------------------------- |
| Kim Myong-Gum 26' Jon Myong-Hwa 62' | (1–1) Jegyzőkönyv | Jakobsson 43' Göransson 52' Hyon Un-Hui 75' (öngól) |

| Impuls Arena, Augsburg Nézőszám: 26 273 Játékvezető: Carol Anne Chenard (kanadai) |

#### C csoport

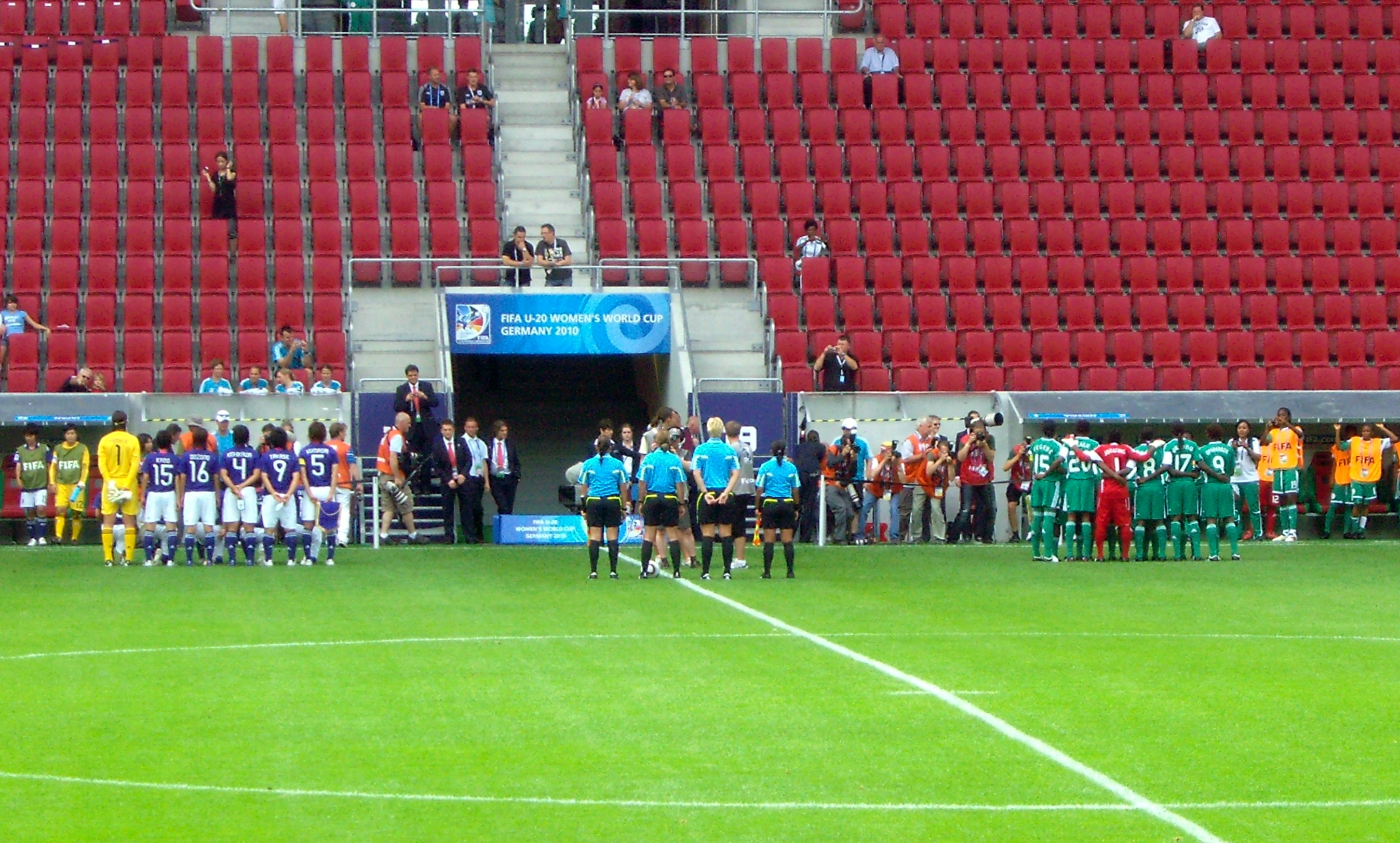
Japán és Nigéria csapata 2010. július 17-én.

| Csapat  | M | Gy | D | V | G+ | G– | Gk | P |
| ------- | - | -- | - | - | -- | -- | -- | - |
| Mexikó  | 3 | 1  | 2 | 0 | 5  | 4  | +1 | 5 |
| Nigéria | 3 | 1  | 2 | 0 | 4  | 3  | +1 | 5 |
| Japán   | 3 | 1  | 1 | 1 | 7  | 6  | +1 | 4 |
| Anglia  | 3 | 0  | 1 | 2 | 2  | 5  | −3 | 1 |

| 2010. július 14. 11:30 |

| Anglia     | 1–1               | Nigéria        |
| ---------- | ----------------- | -------------- |
| Harrop 45' | (1–0) Jegyzőkönyv | Oparanozie 59' |

| Impuls Arena, Augsburg Nézőszám: 2400 Játékvezető: Jenny Palmqvist (svéd) |

| 2010. július 14. 14:30 |

| Mexikó                            | 3–3               | Japán                                        |
| --------------------------------- | ----------------- | -------------------------------------------- |
| Cuellar 31' Corral 41' Rangel 45' | (3–1) Jegyzőkönyv | Takasze 19' Cuellar 64' (öngól) Ivabucsi 88' |

| Impuls Arena, Augsburg Nézőszám: 2400 Játékvezető: Bibiana Steinhaus (német) |

| 2010. július 17. 15:00 |

| Nigéria                     | 2–1               | Japán        |
| --------------------------- | ----------------- | ------------ |
| Okoronkwo 6' Oparanozie 17' | (2–0) Jegyzőkönyv | Ivabucsi 62' |

| Impuls Arena, Augsburg Nézőszám: 3100 Játékvezető: Cristina Dorcioman (román) |

| 2010. július 17. 18:00 |

| Anglia | 0–1               | Mexikó      |
| ------ | ----------------- | ----------- |
|        | (0–0) Jegyzőkönyv | Cuellar 62' |

| Impuls Arena, Augsburg Nézőszám: 3100 Játékvezető: Silvia Reyes (perui) |

| 2010. július 21. 15:00 |

| Japán                           | 3–1               | Anglia                |
| ------------------------------- | ----------------- | --------------------- |
| Nakadzsima 20' Kisikava 74' 78' | (1–0) Jegyzőkönyv | Duggan 83' (11-esből) |

| Bielefelder Alm, Bielefeld Nézőszám: 5420 Játékvezető: Mercy Tagoe (ghánai) |

| 2010. július 21. 15:00 |

| Nigéria  | 1–1               | Mexikó           |
| -------- | ----------------- | ---------------- |
| Orji 16' | (1–0) Jegyzőkönyv | Garciamendez 77' |

| Ruhrstadion, Bochum Nézőszám: 2450 Játékvezető: Christina Pedersen (norvég) |

#### D csoport
| Csapat           | M | Gy | D | V | G+ | G– | Gk  | P |
| ---------------- | - | -- | - | - | -- | -- | --- | - |
| Egyesült Államok | 3 | 2  | 1 | 0 | 7  | 1  | +6  | 7 |
| Dél-Korea        | 3 | 2  | 0 | 1 | 8  | 3  | +5  | 6 |
| Ghána            | 3 | 1  | 1 | 1 | 5  | 5  | 0   | 4 |
| Svájc            | 3 | 0  | 0 | 3 | 0  | 11 | −11 | 0 |

| 2010. július 14. 15:00 |

| Svájc | 0–4               | Dél-Korea                                 |
| ----- | ----------------- | ----------------------------------------- |
|       | (0–2) Jegyzőkönyv | Csi Szojun 34' 52' 64' Lee Hyun-Young 42' |

| Rudolf-Harbig-Stadion, Drezda Nézőszám: 9430 Játékvezető: Silvia Reyes (perui) |

| 2010. július 14. 18:00 |

| Egyesült Államok | 1–1               | Ghána     |
| ---------------- | ----------------- | --------- |
| Leroux 70'       | (0–1) Jegyzőkönyv | Cudjoe 7' |

| Rudolf-Harbig-Stadion, Drezda Nézőszám: 9430 Játékvezető: Dagmar Damková (cseh) |

| 2010. július 17. 15:00 |

| Ghána                  | 2–4               | Dél-Korea                                          |
| ---------------------- | ----------------- | -------------------------------------------------- |
| Afriyie 28' Cudjoe 56' | (0–2) Jegyzőkönyv | Csi Szojun 41' 87' Kim Narae 62' Kim Jin-Young 70' |

| Rudolf-Harbig-Stadion, Drezda Nézőszám: 17 234 Játékvezető: Christina Pedersen (norvég) |

| 2010. július 17. 18:00 |

| Egyesült Államok                            | 5–0               | Svájc |
| ------------------------------------------- | ----------------- | ----- |
| K. Mewis 4' Leroux 23' 52' 76' Bywaters 25' | (3–0) Jegyzőkönyv |       |

| Rudolf-Harbig-Stadion, Drezda Nézőszám: 17 234 Játékvezető: Etsuko Fukano (japán) |

| 2010. július 21. 18:00 |

| Dél-Korea | 0–1               | Egyesült Államok |
| --------- | ----------------- | ---------------- |
|           | (0–1) Jegyzőkönyv | Leroux 21'       |

| Bielefelder Alm, Bielefeld Nézőszám: 5420 Játékvezető: Bibiana Steinhaus (német) |

| 2010. július 21. 18:00 |

| Ghána               | 2–0               | Svájc |
| ------------------- | ----------------- | ----- |
| Addo 31' Cudjoe 42' | (2–0) Jegyzőkönyv |       |

| Ruhrstadion, Bochum Nézőszám: 2450 Játékvezető: Hong Una (dél-koreai) |

### Egyenes kieséses szakasz
|  |                        |                  |                        |                     |   |             |                          |                          |                          |                          |               |       |       |
|  | Negyeddöntők           | Negyeddöntők     | Negyeddöntők           |                     |   | Elődöntők   | Elődöntők                | Elődöntők                |                          |                          | Döntő         | Döntő | Döntő |
|  | Negyeddöntők           | Negyeddöntők     | Negyeddöntők           |                     |   | Elődöntők   | Elődöntők                | Elődöntők                |                          |                          | Döntő         | Döntő | Döntő |
|  | július 24. — Bochum    |                  |                        |                     |   |             |                          |                          |                          |                          |               |       |       |
|  |                        |                  |                        |                     |   |             |                          |                          |                          |                          |               |       |       |
|  | Németország            | Németország      | 2                      |                     |   |             |                          |                          |                          |                          |               |       |       |
|  | Németország            | Németország      | 2                      | július 29. — Bochum |   |             |                          |                          |                          |                          |               |       |       |
|  | Észak-Korea            | Észak-Korea      | 0                      |                     |   |             |                          |                          |                          |                          |               |       |       |
|  | Észak-Korea            | Észak-Korea      | 0                      |                     |   | Németország | Németország              | 5                        |                          |                          |               |       |       |
|  | július 25. — Drezda    |                  |                        |                     |   | Németország | Németország              | 5                        |                          |                          |               |       |       |
|  |                        |                  | Dél-Korea              | Dél-Korea           | 1 |             |                          |                          |                          |                          |               |       |       |
|  | Mexikó                 | Mexikó           | Dél-Korea              | Dél-Korea           | 1 | 1           |                          |                          |                          |                          |               |       |       |
|  | Mexikó                 | Mexikó           |                        |                     |   | 1           | augusztus 1. — Bielefeld |                          |                          |                          |               |       |       |
|  | Dél-Korea              | Dél-Korea        | 3                      |                     |   |             |                          |                          |                          |                          |               |       |       |
|  | Dél-Korea              | Dél-Korea        | 3                      |                     |   | Németország | Németország              | 2                        |                          |                          |               |       |       |
|  | július 24. — Bielefeld |                  |                        |                     |   | Németország | Németország              | 2                        |                          |                          |               |       |       |
|  |                        |                  | Nigéria                | Nigéria             | 0 |             |                          |                          |                          |                          |               |       |       |
|  | Svédország             | Svédország       | Nigéria                | Nigéria             | 0 | 0           |                          |                          |                          |                          |               |       |       |
|  | Svédország             | Svédország       | július 29. — Bielefeld |                     |   | 0           |                          |                          |                          |                          |               |       |       |
|  | Kolumbia               | Kolumbia         | 2                      |                     |   |             |                          |                          |                          |                          |               |       |       |
|  | Kolumbia               | Kolumbia         | 2                      |                     |   | Kolumbia    | Kolumbia                 | 0                        | Bronzmérkőzés            | Bronzmérkőzés            | Bronzmérkőzés |       |       |
|  | július 25. — Augsburg  |                  |                        |                     |   | Kolumbia    | Kolumbia                 | 0                        | Bronzmérkőzés            | Bronzmérkőzés            | Bronzmérkőzés |       |       |
|  |                        |                  | Nigéria                | Nigéria             | 1 |             |                          | augusztus 1. — Bielefeld | augusztus 1. — Bielefeld | augusztus 1. — Bielefeld |               |       |       |
|  | Egyesült Államok       | Egyesült Államok | Nigéria                | Nigéria             | 1 | 1 (2)       |                          | augusztus 1. — Bielefeld | augusztus 1. — Bielefeld | augusztus 1. — Bielefeld |               |       |       |
|  | Egyesült Államok       | Egyesült Államok |                        |                     |   |             |                          | Dél-Korea                | Dél-Korea                | 1                        |               |       |       |
|  | Nigéria                | Nigéria          | 1 (4)                  |                     |   |             |                          | Dél-Korea                | Dél-Korea                | 1                        |               |       |       |
|  | Nigéria                | Nigéria          | 1 (4)                  |                     |   | Kolumbia    | Kolumbia                 | 0                        |                          |                          |               |       |       |
|  |                        |                  |                        |                     |   | Kolumbia    | Kolumbia                 | 0                        |                          |                          |               |       |       |

#### Negyeddöntők
| 2010. július 24. 11:30 |

| Svédország | 0–2               | Kolumbia             |
| ---------- | ----------------- | -------------------- |
|            | (0–2) Jegyzőkönyv | Rincón 11' Ariza 22' |

| Bielefelder Alm, Bielefeld Nézőszám: 4735 Játékvezető: Hong Una (dél-koreai) |

| 2010. július 24. 18:00 |

| Németország         | 2–0               | Észak-Korea |
| ------------------- | ----------------- | ----------- |
| Popp 43' Arnold 69' | (1–0) Jegyzőkönyv |             |

| Ruhrstadion, Bochum Nézőszám: 16 946 Játékvezető: Silvia Reyes (perui) |

| 2010. július 25. 11:30 |

| Egyesült Államok           | 1–1 (h. u.)                 | Nigéria                         |
| -------------------------- | --------------------------- | ------------------------------- |
| Brooks 9'                  | (1–0, 1–1, 1–1) Jegyzőkönyv | Ukaonu 79'                      |
| Büntetőpárbaj              |                             |                                 |
| Nairn Pathman Mewis Leroux | 2–4                         | Jegede Ukaonu Sunday Oparanozie |

| Impuls Arena, Augsburg Nézőszám: 7135 Játékvezető: Alexandra Ihringova (angol) |

| 2010. július 25. 18:30 |

| Mexikó    | 1–3               | Dél-Korea                             |
| --------- | ----------------- | ------------------------------------- |
| Junco 83' | (0–2) Jegyzőkönyv | Lee Hyun Young 14' 67' Csi Szojun 28' |

| Rudolf-Harbig-Stadion, Drezda Nézőszám: 21 146 Játékvezető: Dagmar Damková (cseh) |

#### Elődöntők
| 2010. július 29. 15:30 |

| Németország                                    | 5–1               | Dél-Korea      |
| ---------------------------------------------- | ----------------- | -------------- |
| Huth 13' Kulig 26' 53' Popp 50' 67' (11-esből) | (2–0) Jegyzőkönyv | Csi Szojun 64' |

| Ruhrstadion, Bochum Nézőszám: 18 217 Játékvezető: Silvia Reyes (perui) |

| 2010. július 29. 18:30 |

| Kolumbia | 0–1               | Nigéria |
| -------- | ----------------- | ------- |
|          | (0–1) Jegyzőkönyv | Orji 2' |

| Bielefelder Alm, Bielefeld Nézőszám: 7040 Játékvezető: Christina Pedersen (norvég) |

#### Bronzmérkőzés
| 2010. augusztus 1. 12:00 |

| Dél-Korea      | 1–0               | Kolumbia |
| -------------- | ----------------- | -------- |
| Csi Szojun 49' | (0–0) Jegyzőkönyv |          |

| Bielefelder Alm, Bielefeld Nézőszám: 24 633 Játékvezető: Bibiana Steinhaus (német) |

#### Döntő
| 2010. augusztus 1. 15:00 |

| Németország                 | 2–0               | Nigéria |
| --------------------------- | ----------------- | ------- |
| Popp 8' Ohale 90+2' (öngól) | (1–0) Jegyzőkönyv |         |

| Bielefelder Alm, Bielefeld Nézőszám: 24 633 Játékvezető: Carole Anne Chenard (kanadai) |

| A 2010-es U20-as női labdarúgó-világbajnokság győztese |
| ------------------------------------------------------ |
| NÉMETORSZÁG 2. cím                                     |

### Gólszerzők
10 gólos
- Alexandra Popp

8 gólos
- Csi Szojun

5 gólos
- Sydney Leroux

4 gólos
- Antonia Göransson

3 gólos
| - Marina Makanza | - Elizabeth Cudjoe | - Lee Hyun-Young |

2 gólos
| - Debinha - Daniela Montoya - Yoreli Rincón - Marina Hegering | - Kim Kulig - Svenja Huth - Sylvia Arnold - Ivabucsi Mana | - Kisikava Nacuki - Renae Cuellar - Desire Oparanozie - Ebere Orji |

1 gólos
| - Leah - Ludmila - Rafaelle - Lady Andrade - Melissa Ortiz - Tatiana Ariza - Katherine Alvarado - Carolina Venegas - Toni Duggan - Kerys Harrop - Pauline Crammer - Marozsán Dzsenifer - Elizabeth Addo | - Deborah Afriyie - Nakadzsima Emi - Takasze Megumi - Ho Un-Byol - Jon Myong-Hwa - Kim Myong-Gum - Kim Un Hyang - Yun Hyon-Hi - Kim Jin-Young - Kim Narae - Charlyn Corral - Alina Garciamendez - Natalia Gómez Junco | - Nayeli Rangel - Bridgette Armstrong - Hannah Wilkinson - Rosie White - Amarachi Okoronkwo - Helen Ukaonu - Sofia Jakobsson - Amber Brooks - Zakiya Bywaters - Kristie Mewis |

1 öngólos
- Renae Cuellar (1 Japán ellen)
- Hyon Un-Hui (1 Svédország ellen)
- Osinachi Ohale (1 Németország ellen)